# 金唇 (窃听器)

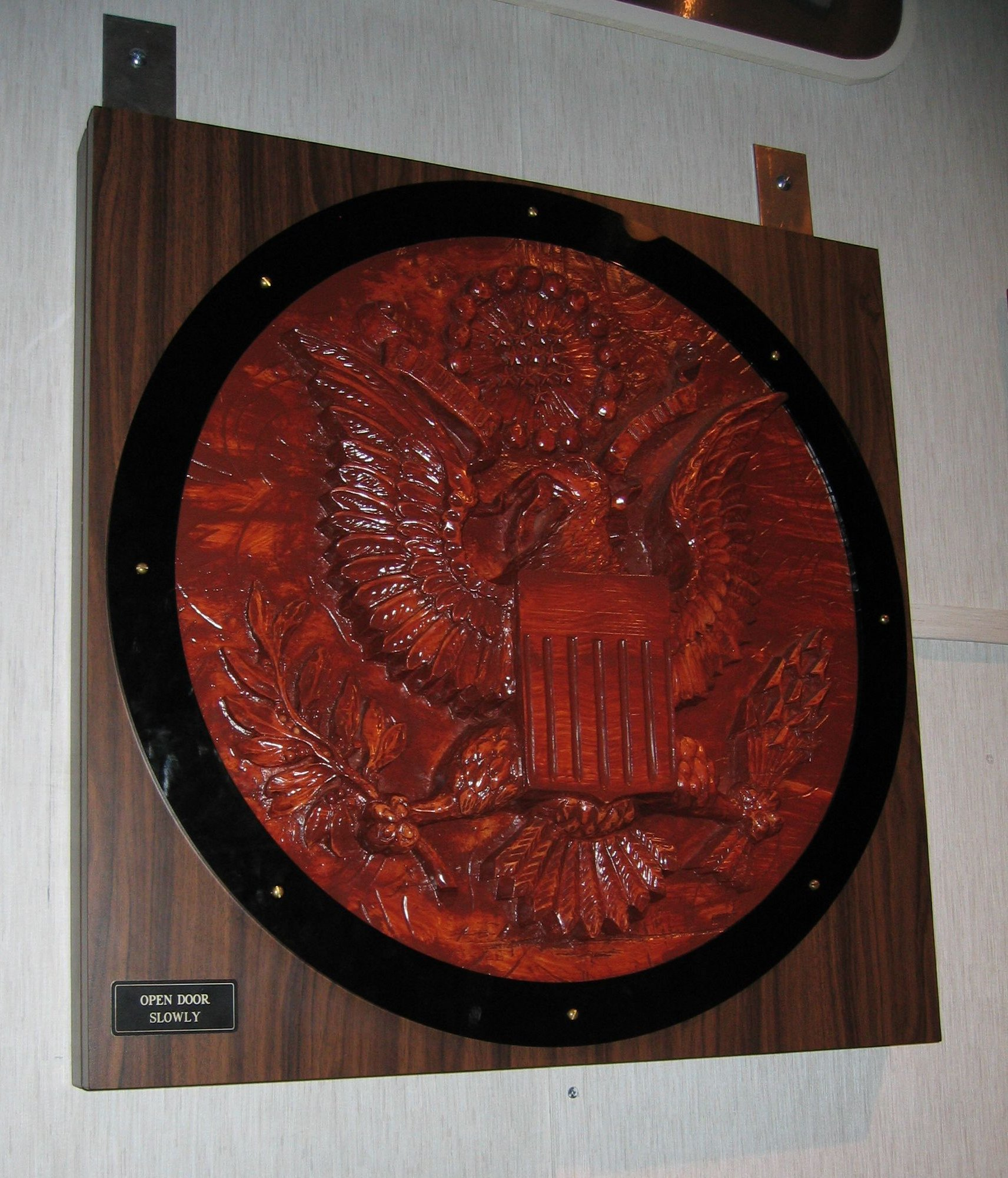
苏联贈送給美國駐蘇大使的木雕美國國徽

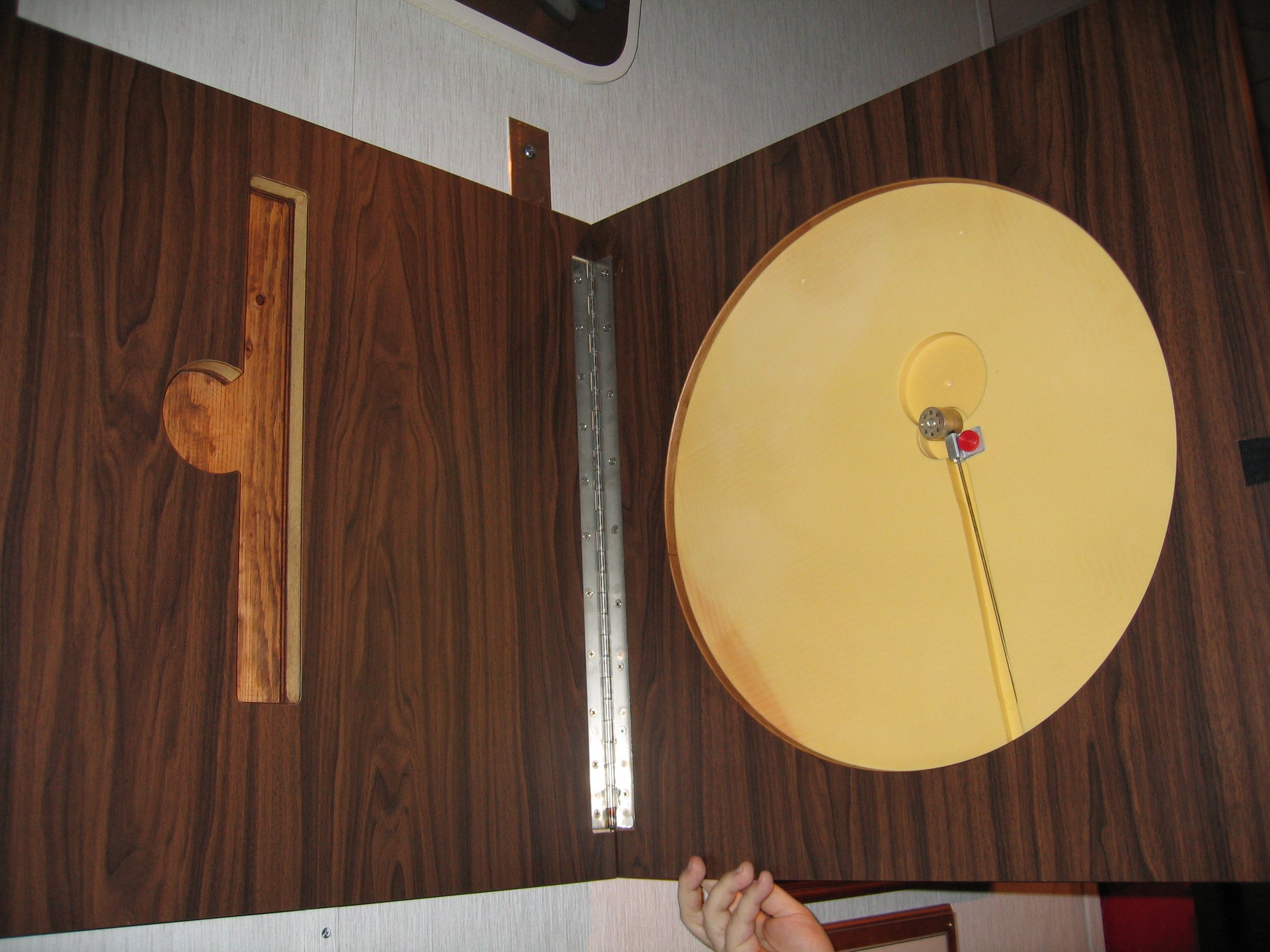
木雕美國國徽內藏的金唇窃听器

金唇（英語：The Thing），是第一种利用被动技术传输声音信号的窃听器。它被藏在一个苏联送给美国驻莫斯科大使的礼物中。因为“金唇”由外界电磁波激活和驱动，不需安裝電池或外接電源，所以“金唇”被认为是射频识别技术的前身。
关于“金唇”这一中文译名的来源，已知最早出现于2000年。

## 发明
1943年，時任苏联领袖斯大林责令内务部领导人贝利亚，要不惜一切代价对美国大使威廉·埃夫里尔·哈里曼的办公室进行窃听。这年12月，专门设计的窃听器通过了美国使馆的检验。此窃听器被稱為“The Thing”或“The Great Seal Bug”，中譯“金唇”。
金唇由苏联发明家李昂·特雷門设计。

## 使用
1945年8月4日，苏联少年先锋队将一个巨大而精致的木质美国国徽送给了时任美国驻苏联大使的威廉·埃夫里尔·哈里曼，金唇窃听器就嵌入在国徽中。该国徽悬挂在美国驻苏联大使馆的大使办公室中长达七年，直到乔治·凯南担任美国驻苏联大使时才被发现。

## 后续
在1960年的U-2击坠事件中，美国为了反击苏联的指控，在联合国安理会第4天的会议上，美国代表小亨利·卡伯特·洛奇展示了金唇。“金唇”这才为世人所知。之後藏有“金唇”的木雕美國國徽由美國國家安全局旗下的國家密碼博物館典藏並展示。